# Гарріголас
Гарріго́лас (кат. Garrigoles, вимова літературною каталанською [gəriɣɔ́łəs]) — муніципалітет, розташований в Автономній області Каталонія, в Іспанії. Код муніципалітету за номенклатурою Інституту статистики Каталонії — 170767. Знаходиться у районі (кумарці) Баш-Ампурда (коди району — 10 та BM) провінції Жирона, згідно з новою адміністративною реформою перебуватиме у складі Баґарії (округи) Жирона.

## Назва муніципалітету
Назва муніципалітету походить від доримського *garrīca або *carrīca, що означає «зелений дуб».

## Населення
Населення міста (у 2007 р.) становить 166 осіб (з них менше 14 років — 9 %, від 15 до 64 — 65,7 %, понад 65 років — 25,3 %). У 2006 р. народжуваність склала 0 осіб, смертність — 0 осіб, зареєстровано 2 шлюби. У 2001 р. активне населення становило 67 осіб, з них безробітних — 5 осіб.

Серед осіб, які проживали на території міста у 2001 р., 146 народилися в Каталонії (з них 82 особи у тому самому районі, або кумарці), 10 осіб приїхало з інших областей Іспанії, а 1 особа приїхала з-за кордону. 

Вищу освіту має 10,7 % усього населення. 

У 2001 р. нараховувалося 58 домогосподарств (з них 29,3 % складалися з однієї особи, 20,7 % з двох осіб,20,7 % з 3 осіб, 17,2 % з 4 осіб, 5,2 % з 5 осіб, 5,2 % з 6 осіб, 1,7 % з 7 осіб, 0 % з 8 осіб і 0 % з 9 і більше осіб).

Активне населення міста у 2001 р. працювало у таких сферах діяльності: у сільському господарстві — 19,4 %, у промисловості — 24,2 %, на будівництві — 6,5 % і у сфері обслуговування — 50 %. 

 У муніципалітеті або у власному районі (кумарці) працює 16 осіб, поза районом — 50 осіб.

### Безробіття
У 2007 р. нараховувалося 5 безробітних (у 2006 р. — 1 безробітний), з них чоловіки становили 80 %, а жінки — 20 %.

## Економіка

### Підприємства міста

#### Сфера послуг
| \| Підприємства міста, що працюють у сфері послуг, за діяльністю \| Підприємства міста, що працюють у сфері послуг, за діяльністю \| Підприємства міста, що працюють у сфері послуг, за діяльністю \| \| Рік \| 2002 р. \| 2001 р. \| \| ------------------------------------------------------------- \| ------------------------------------------------------------- \| ------------------------------------------------------------- \| \| Гуртова торгівля \| 50 % \| 50 % \| \| Готелі та готельний бізнес \| 0 % \| 0 % \| \| Транспорт та зв'язок \| 0 % \| 0 % \| \| Посередницькі фінансові послуги \| 0 % \| 0 % \| \| Послуги підприємствам \| 50 % \| 50 % \| \| Послуги фізичним особам \| 0 % \| 0 % \| \| Нерухомість та ін. \| 0 % \| 0 % \| \| Усього підприємств \| 2 \| 2 \| |         |         |
| Підприємства міста, що працюють у сфері послуг, за діяльністю |         |         |
| Рік | 2002 р. | 2001 р. |
| Гуртова торгівля | 50 %    | 50 %    |
| Готелі та готельний бізнес | 0 %     | 0 %     |
| Транспорт та зв'язок | 0 %     | 0 %     |
| Посередницькі фінансові послуги | 0 %     | 0 %     |
| Послуги підприємствам | 50 %    | 50 %    |
| Послуги фізичним особам | 0 %     | 0 %     |
| Нерухомість та ін. | 0 %     | 0 %     |
| Усього підприємств | 2       | 2       |

## Житловий фонд
У 2001 р. 1,7 % усіх родин (домогосподарств) мали житло метражем до 59 м2, 5,2 % — від 60 до 89 м2, 29,3 % — від 90 до 119 м2 і
63,8 % — понад 120 м2.

З усіх будівель у 2001 р. 57,7 % було одноповерховими, 41,2 % — двоповерховими, 1 % — триповерховими, 0 % — чотириповерховими, 0 % — п'ятиповерховими, 0 % — шестиповерховими,
0 % — семиповерховими, 0 % — з вісьмома та більше поверхами.

## Автопарк
| \| Автомобілі, зареєстровані у місті, за призначенням \| Автомобілі, зареєстровані у місті, за призначенням \| Автомобілі, зареєстровані у місті, за призначенням \| \| Рік \| 2006 р. \| 2005 р. \| \| -------------------------------------------------- \| -------------------------------------------------- \| -------------------------------------------------- \| \| Приватні автомобілі \| 63,9 % \| 63,3 % \| \| Мотоцикли \| 12,9 % \| 11,5 % \| \| Вантажівки \| 20,6 % \| 22,3 % \| \| Трактори \| 0,6 % \| 0,7 % \| \| Автобуси та ін. \| 1,9 % \| 2,2 % \| \| Усього автомобілів \| 155 шт. \| 139 шт. \| |         |         |
| Автомобілі, зареєстровані у місті, за призначенням |         |         |
| Рік | 2006 р. | 2005 р. |
| Приватні автомобілі | 63,9 %  | 63,3 %  |
| Мотоцикли | 12,9 %  | 11,5 %  |
| Вантажівки | 20,6 %  | 22,3 %  |
| Трактори | 0,6 %   | 0,7 %   |
| Автобуси та ін. | 1,9 %   | 2,2 %   |
| Усього автомобілів | 155 шт. | 139 шт. |

## Вживання каталанської мови
У 2001 р. каталанську мову у місті розуміли 98,1 % усього населення (у 1996 р. — 100 %), вміли говорити нею 93,5 % (у 1996 р. — 98,6 %), вміли читати 90,3 % (у 1996 р. — 95,2 %), вміли писати 79,2 % (у 1996 р. — 73,5 %). Не розуміли каталанської мови 1,9 %.

## Політичні уподобання
У виборах до Парламенту Каталонії у 2006 р. взяло участь 88 осіб (у 2003 р. — 101 особа). Голоси за політичні сили розподілилися таким чином:
| \| Вибори до Парламенту Каталонії \| Вибори до Парламенту Каталонії \| Вибори до Парламенту Каталонії \| \| Рік \| 2006 р. \| 2003 р. \| \| -------------------------------------- \| ------------------------------ \| ------------------------------ \| \| Конвергенція та Єднання (CiU) \| 36,4 % \| 43,6 % \| \| Соціалістична партія Каталонії (PSC) \| 15,9 % \| 12,9 % \| \| Народна партія (PP) \| 3,4 % \| 4 % \| \| Ініціатива за Каталонію — Зелені (ICV) \| 18,2 % \| 13,9 % \| \| Республіканська лівиця Каталонії (ERC) \| 25 % \| 22,8 % \| \| Громадяни — Громадянська партія (C's) \| 0 % \| 0 % \| \| Інші \| 1,1 % \| 3 % \| |         |         |
| Вибори до Парламенту Каталонії |         |         |
| Рік | 2006 р. | 2003 р. |
| Конвергенція та Єднання (CiU) | 36,4 %  | 43,6 %  |
| Соціалістична партія Каталонії (PSC) | 15,9 %  | 12,9 %  |
| Народна партія (PP) | 3,4 %   | 4 %     |
| Ініціатива за Каталонію — Зелені (ICV) | 18,2 %  | 13,9 %  |
| Республіканська лівиця Каталонії (ERC) | 25 %    | 22,8 %  |
| Громадяни — Громадянська партія (C's) | 0 %     | 0 %     |
| Інші | 1,1 %   | 3 %     |